# Codornizão

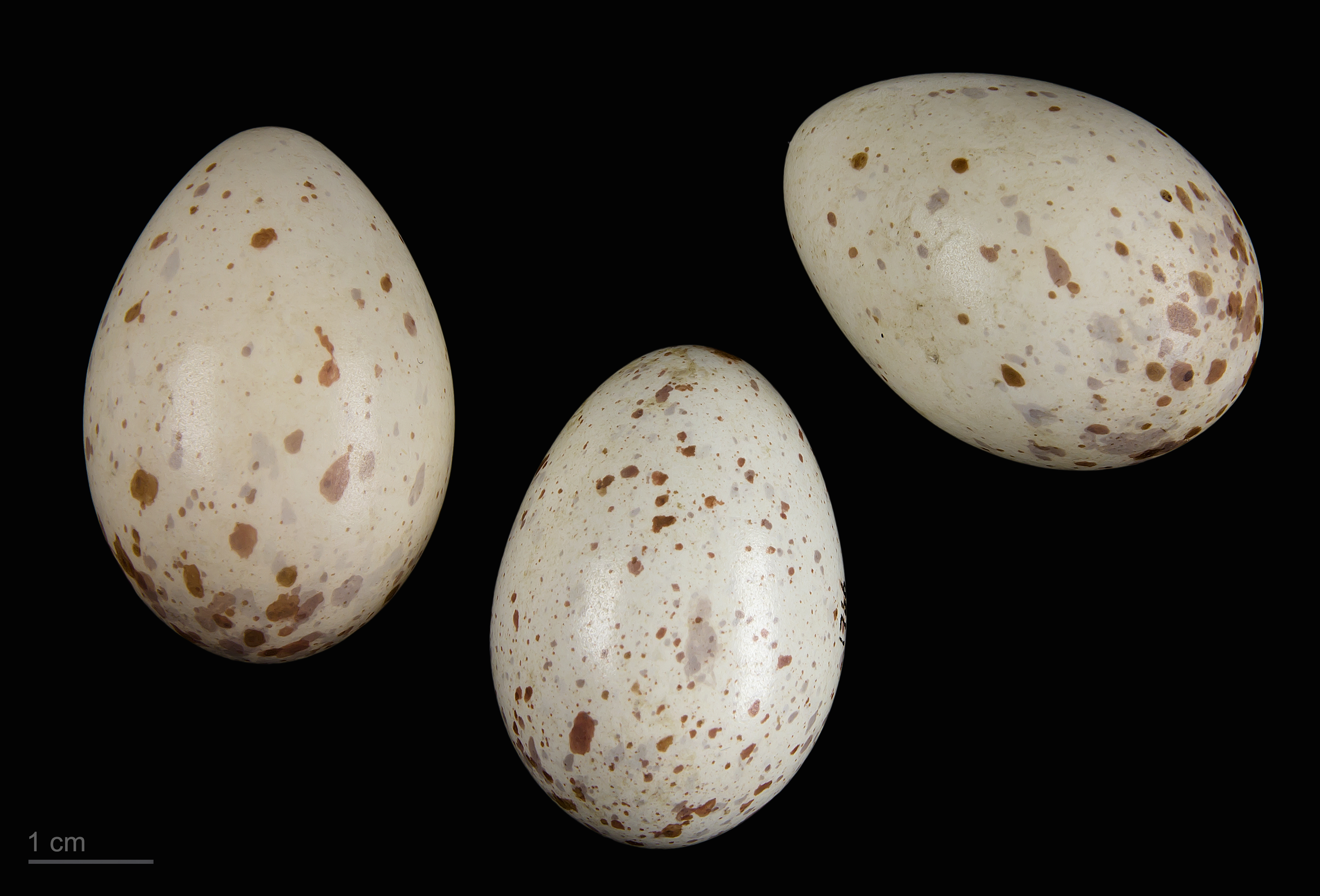
Crex crex - MHNT

Codornizão-europeu ou codornizão-eurasiático (Crex crex) é uma ave gruiforme da família Rallidae de hábitos migratórios que ocorre na Eurásia e África. Era considerado o único representante do género Crex, até a Crecopsis egregia ter sido reclassificada como Crex egregia.
O codornizão é uma ave de médio porte, com 27 a 30 cm de comprimento e cerca de 50 cm de envergadura. A plumagem é bege escamado de negro no dorso, bege na zona da garganta e branca na barriga. As asas são castanhas avermelhadas, muito características quando em voo. As patas são longas e de cor clara.
Esta espécie é migratória, passando a época de reprodução a Norte, na Europa e Ásia, e os meses de Novembro a Abril no Sul de África. Foi registrado pela primeira vez para a América do Sul no arquipélago de Fernando de Noronha em 28 de novembro de 2012.
Habita zonas de vegetação rasteira, bancos de rios e áreas agrícolas, onde se alimenta de insetos, aracnídeos, e outros pequenos invertebrados. Por vezes, suplementa a alimentação com folhas, rebentos e sementes.
O codornizão tem hábitos solitários durante a maior parte do ano. É essencialmente terrestre e confia na camuflagem da sua coloração para se esconder de predadores. Quando ameaçado, realiza voos curtos.
Apesar do nome, não está relacionado com as codornizes, que são aves galliformes.

## Subespécies
A espécie é monotípica (não são reconhecidas subespécies).